# Artur Sobiech
Artur Sobiech (ur. 12 czerwca 1990 w Rudzie Śląskiej) – polski piłkarz, występujący na pozycji napastnika. W latach 2010–2015 reprezentant Polski.

## Kariera klubowa
Urodzony w Rudzie Śląskiej gracz rozpoczął swoją karierę piłkarską w juniorach miejscowego klubu, Grunwaldu. Sobiech spędził w drużynie tylko jeden sezon 2005/06, po czym podpisał kontrakt z Ruchem Chorzów, gdzie początkowo grał wyłącznie w drużynach juniorskich. W sezonie 2007/2008 w Młodej Ekstraklasie dla Ruchu rozegrał 26 spotkań strzelając 16 bramek.
W sezonie 2008/2009 zaczął występować w pierwszym zespole. Zadebiutował w Ekstraklasie 10 sierpnia 2008 wchodząc pod koniec derbowego meczu z Górnikiem Zabrze, który zakończył się bezbramkowym remisem. Swojego pierwszego gola gracz strzelił 12 września tego samego roku, w ostatnich minutach spotkania z Cracovią. Ogółem sezon zakończył mając na koncie 19 rozegranych spotkań i 2 trafienia. Zawodnik uczestniczył ponownie w rozgrywkach Młodej Ekstraklasy. Łącznie w barwach swojej drużyny, która zdobyła mistrzostwo, wystąpił 15 razy, zdobywając 4 gole.
Sezon 2009/2010 gracz ponownie rozpoczął w pierwszej drużynie Ruchu. Sobiech stworzył duet wraz z nowo zakupionym z Wisły Kraków Andrzejem Niedzielanem. W 28 spotkaniach zdobył 10 bramek i był najlepszym strzelcem drużyny, która zajęła 3. miejsce w lidze. Dobra dyspozycja w lidze spowodowała, iż został zauważony przez selekcjonera Franciszka Smudę i 29 maja 2010 roku zadebiutował w reprezentacji w meczu przeciwko Finlandii.

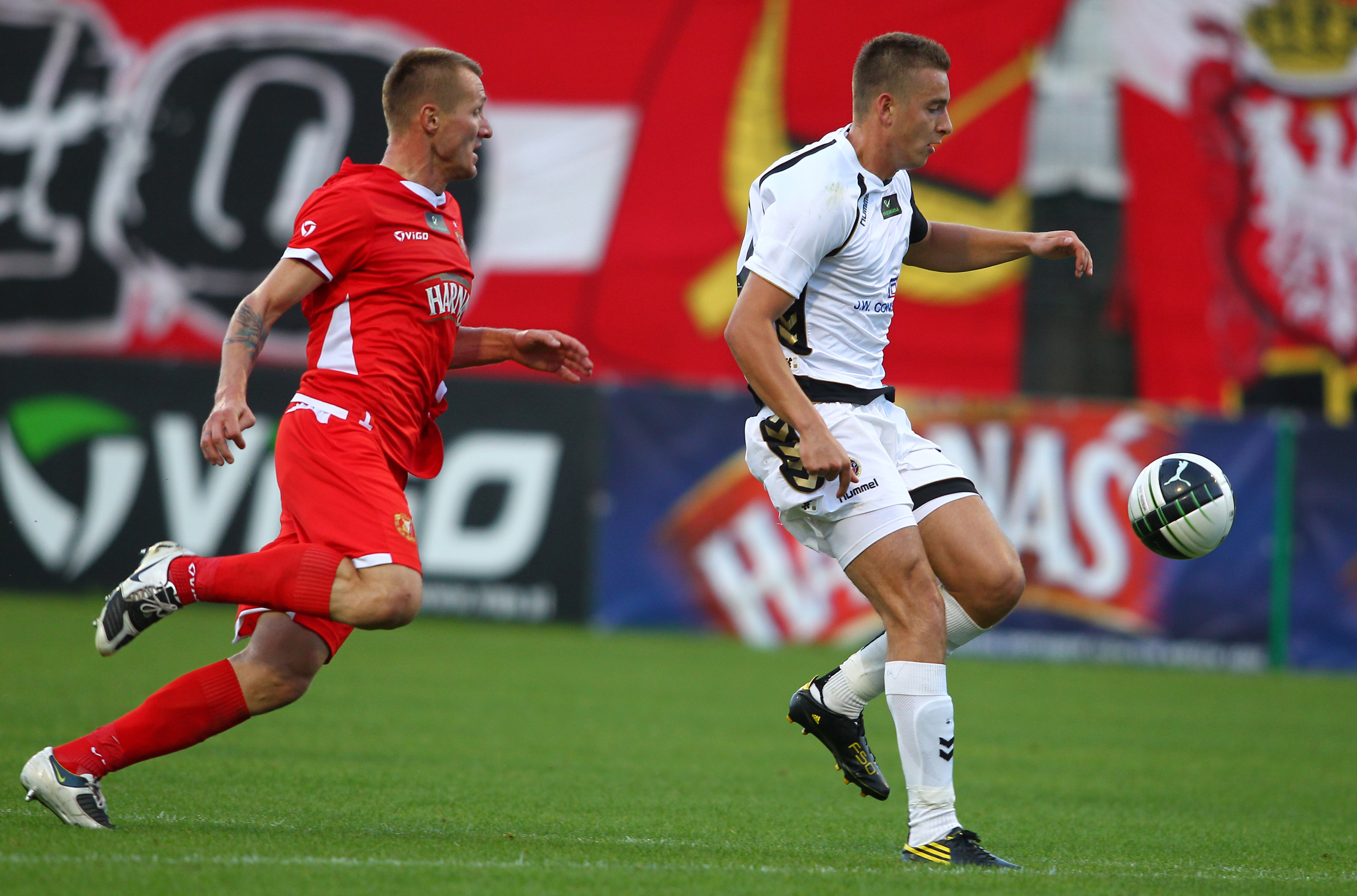
Sobiech (po prawej) w walce z Wojciechem Szymankiem z Widzewa Łódź

3 sierpnia 2010 podpisał trzyletni kontrakt z Polonią Warszawa. Kwota transferu wyniosła 3,914 miliona złotych. 6 sierpnia zadebiutował w Polonii w wygranym 2:0 ligowym meczu z Górnikiem Zabrze, w 17. minucie tego spotkania zdobywając swoją pierwszą bramkę w nowym klubie.

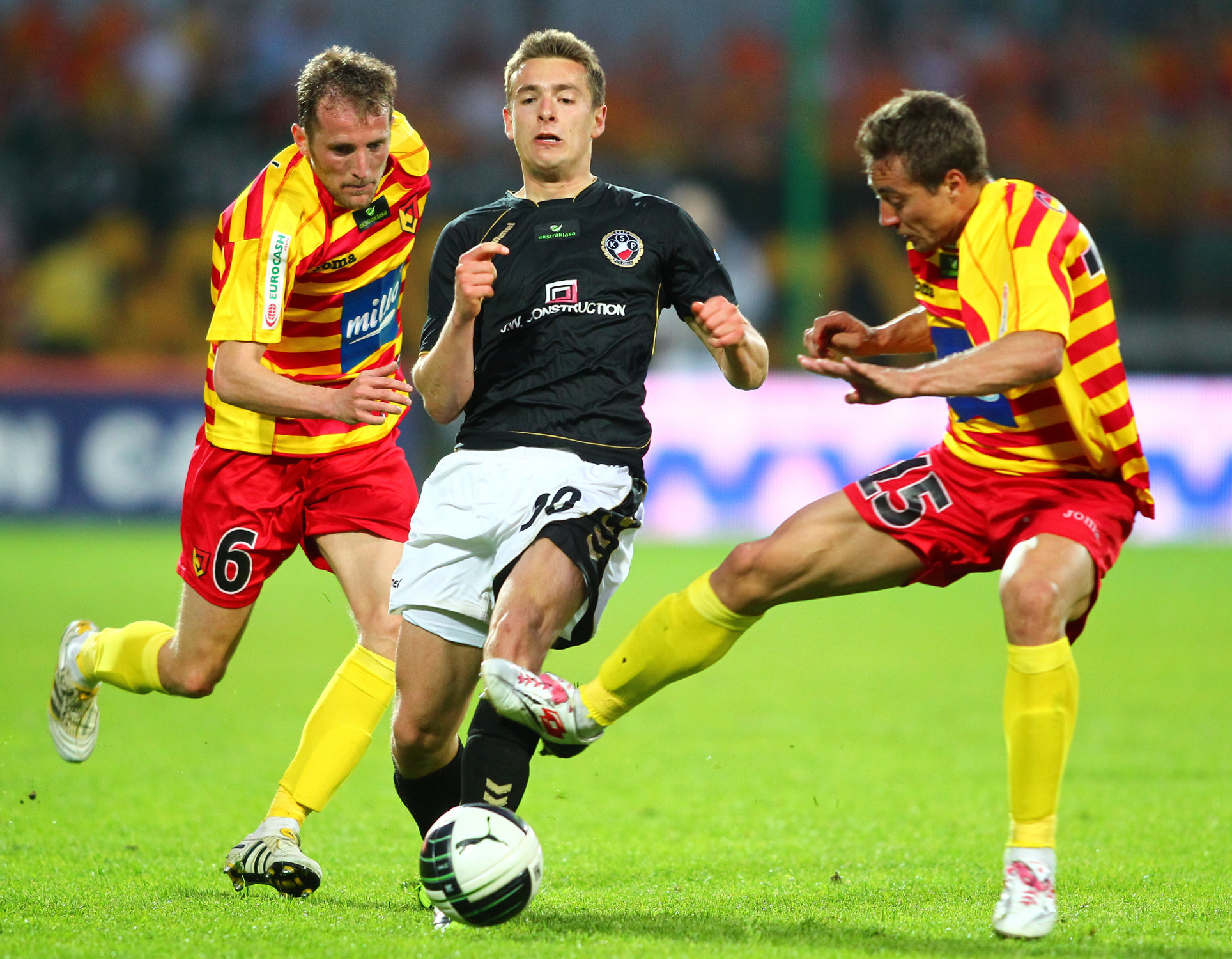
Od lewej: Luka Pejović, Artur Sobiech i Thiago Cionek

30 czerwca 2011 roku podpisał trzyletni kontrakt z Hannoverem 96. Do niemieckiej drużyny przeszedł za ok. 1,25 mln euro. Otrzymał koszulkę z numerem 9.
18 września 2011 zadebiutował w Bundeslidze w wygranym (2:1) meczu z Borussią Dortmund, wchodząc na boisko w 87 minucie meczu. W 91 minucie tego spotkania dostał czerwoną kartkę i musiał opuścić boisko. 15 grudnia w meczu Ligi Europy z Worskłą Połtawą zdobył debiutancką bramkę w barwach hanowerskiego klubu. 11 lutego 2012 zdobył swoją pierwszą bramkę w Bundeslidze, pokonując w 90. minucie meczu bramkarza 1. FSV Mainz 05. W sezonie 2015/2016 spadł z Hannoverem 96 z Bundesligi, jednak już w następnym sezonie wywalczył z nim awans do najwyższej klasy rozgrywkowej.
20 lipca 2017 podpisał dwuletni kontrakt z drugoligowym SV Darmstadt 98. W nowym klubie zadebiutował 29 lipca 2017, w wygranym 1:0 spotkaniu z SpVgg Greuther Fürth. 12 sierpnia 2017 w meczu Pucharu Niemiec z SSV Jahn Regensburg, zdobył swoją pierwszą bramkę dla Darmstadt, natomiast 17 września 2017 w spotkaniu z Arminią Bielefeld, zanotował debiutanckie trafienie w 2. Bundeslidze.
9 sierpnia 2018 na zasadzie transferu definitywnego przeszedł do Lechii Gdańsk. Z polskim klubem podpisał trzyletni kontrakt obowiązujący do 30 czerwca 2021. W barwach nowego zespołu zadebiutował 18 sierpnia 2018, w 5 kolejce Ekstraklasy w meczu z Górnikiem Zabrze. 2 maja 2019 w finale Pucharu Polski grając przeciwko Jagiellonii Białystok, w ostatniej minucie regulaminowego czasu gry strzelił bramkę na wagę zdobycia trofeum.
29 czerwca 2021 roku podpisał dwuletni kontrakt z Lechem Poznań. Z poznańską drużyną, został mistrzem Polski w sezonie 2021/2022 i występował w ćwierćfinale Ligi Konferencji Europy UEFA w sezonie 2022/2023, w którym strzelił jedną z bramek w wygranym 3:2 meczu rewanżowym przeciwko ACF Fiorentinie (w dwumeczu Lech przegrał).
30 sierpnia 2024 został zawodnikiem klubu Ethnikos Achna. 4 lipca 2025 poinformował o zakończeniu kariery.

## Kariera reprezentacyjna
W 2012 został powołany przez selekcjonera kadry Franciszka Smudę na Euro 2012, jednak w samym turnieju nie wystąpił w żadnym meczu.

## Statystyki

### Klubowe
(aktualne na dzień 7 grudnia 2019)
| Klub               | Sezon              | Liga                  | Liga  | Liga   | Puchar kraju | Puchar kraju | Puchar ligi | Puchar ligi | Europa | Europa | Łącznie | Łącznie |
| Klub               | Sezon              | Liga                  | Mecze | Bramki | Mecze        | Bramki       | Mecze       | Bramki      | Mecze  | Bramki | Mecze   | Bramki  |
| ------------------ | ------------------ | --------------------- | ----- | ------ | ------------ | ------------ | ----------- | ----------- | ------ | ------ | ------- | ------- |
| Ruch Chorzów       | 2008/2009          | Ekstraklasa           | 19    | 2      | 1            | 0            | 3           | 2           | –      | –      | 23      | 4       |
| Ruch Chorzów       | 2009/2010          | Ekstraklasa           | 28    | 10     | 6            | 2            | –           | –           | –      | –      | 34      | 12      |
| Ruch Chorzów       | 2010/2011          | Ekstraklasa           | –     | –      | –            | –            | –           | –           | 4      | 1      | 4       | 1       |
| Ruch Chorzów       | Łącznie            | Łącznie               | 47    | 12     | 7            | 2            | 3           | 2           | 4      | 1      | 61      | 17      |
| Polonia Warszawa   | 2010/2011          | Ekstraklasa           | 23    | 9      | 4            | 0            | –           | –           | –      | –      | 27      | 9       |
| Polonia Warszawa   | Łącznie            | Łącznie               | 23    | 9      | 4            | 0            | 0           | 0           | 0      | 0      | 27      | 9       |
| Hannover 96        | 2011/2012          | Bundesliga            | 12    | 1      | –            | –            | –           | –           | 6      | 2      | 18      | 3       |
| Hannover 96        | 2012/2013          | Bundesliga            | 25    | 5      | 2            | 0            | –           | –           | 10     | 3      | 37      | 8       |
| Hannover 96        | 2013/2014          | Bundesliga            | 17    | 3      | 1            | 1            | –           | –           | –      | –      | 18      | 4       |
| Hannover 96        | 2014/2015          | Bundesliga            | 19    | 2      | 1            | 0            | –           | –           | –      | –      | 20      | 2       |
| Hannover 96        | 2015/2016          | Bundesliga            | 25    | 7      | 2            | 1            | –           | –           | –      | –      | 27      | 8       |
| Hannover 96        | 2016/2017          | 2. Fußball-Bundesliga | 23    | 2      | 2            | 1            | –           | –           | –      | –      | 25      | 3       |
| Hannover 96        | Łącznie            | Łącznie               | 121   | 20     | 8            | 3            | 0           | 0           | 16     | 5      | 145     | 28      |
| SV Darmstadt 98    | 2017/2018          | 2. Fußball-Bundesliga | 22    | 2      | 1            | 1            | –           | –           | –      | –      | 23      | 3       |
| SV Darmstadt 98    | Łącznie            | Łącznie               | 22    | 2      | 1            | 1            | 0           | 0           | 0      | 0      | 23      | 3       |
| Lechia Gdańsk      | 2018/2019          | Ekstraklasa           | 26    | 7      | 4            | 3            | –           | –           | –      | –      | 30      | 10      |
| Lechia Gdańsk      | 2019/2020          | Ekstraklasa           | 16    | 6      | 3            | 0            | –           | –           | 2      | 0      | 21      | 6       |
| Lechia Gdańsk      | Łącznie            | Łącznie               | 42    | 13     | 7            | 3            | 0           | 0           | 2      | 0      | 51      | 16      |
| Łącznie w karierze | Łącznie w karierze | Łącznie w karierze    | 255   | 56     | 27           | 9            | 3           | 2           | 22     | 6      | 307     | 73      |

### Reprezentacyjne
| Reprezentacja | Rok     | Mecze | Bramki |
| ------------- | ------- | ----- | ------ |
| Polska        | 2010    | 3     | 0      |
| Polska        | 2012    | 5     | 1      |
| Polska        | 2013    | 3     | 1      |
| Polska        | 2015    | 2     | 0      |
| Polska        | Ogólnie | 13    | 2      |

| Mecze w reprezentacji | Mecze w reprezentacji | Mecze w reprezentacji | Mecze w reprezentacji | Mecze w reprezentacji | Mecze w reprezentacji | Mecze w reprezentacji |
| Lp                    | Data                  | Miasto                | Przeciwnik            | Gol                   | Wynik                 | Rozgrywki             |
| --------------------- | --------------------- | --------------------- | --------------------- | --------------------- | --------------------- | --------------------- |
| 1.                    | 29.05.2010            | Kielce, Polska        | Finlandia             |                       | 0:0                   | Mecz towarzyski       |
| 2.                    | 02.06.2010            | Kufstein, Austria     | Serbia                |                       | 0:0                   | Mecz towarzyski       |
| 3.                    | 08.06.2010            | Murcia, Hiszpania     | Hiszpania             |                       | 0:6                   | Mecz towarzyski       |
| 4.                    | 22.05.2012            | Klagenfurt, Austria   | Łotwa                 | Gol                   | 1:0                   | Mecz towarzyski       |
| 5.                    | 02.06.2012            | Warszawa, Polska      | Andora                |                       | 4:0                   | Mecz towarzyski       |
| 6.                    | 15.08.2012            | Tallinn, Estonia      | Estonia               |                       | 0:1                   | Mecz towarzyski       |
| 7.                    | 11.09.2012            | Wrocław, Polska       | Mołdawia              |                       | 2:0                   | el. MŚ 2014           |
| 8.                    | 12.10.2012            | Warszawa, Polska      | Południowa Afryka     |                       | 1:0                   | Mecz towarzyski       |
| 9.                    | 04.06.2013            | Kraków, Polska        | Liechtenstein         | Gol                   | 2:0                   | Mecz towarzyski       |
| 10.                   | 07.06.2013            | Kiszyniów, Mołdawia   | Mołdawia              |                       | 1:1                   | el. MŚ 2014           |
| 11.                   | 14.08.2013            | Gdańsk, Polska        | Dania                 |                       | 3:2                   | Mecz towarzyski       |
| 12.                   | 13.11.2015            | Warszawa, Polska      | Islandia              |                       | 4:2                   | Mecz towarzyski       |
| 13.                   | 17.11.2015            | Wrocław, Polska       | Czechy                |                       | 3:1                   | Mecz towarzyski       |

## Sukcesy

### Ruch Chorzów (ME)
- Mistrzostwo Młodej Ekstraklasy (1×): 2008/2009

### Hannover 96
- Wicemistrzostwo 2. Bundesligi (1×): 2016/2017

### Lechia Gdańsk
- Puchar Polski (1×): 2018/2019
- Superpuchar Polski (1×): 2019

#### Lech Poznań
- Mistrzostwo Polski (1x):  2021/2022[12]

### Wyróżnienia
- Odkrycie roku Ekstraklasy (1×): 2009/2010

## Życie prywatne
Jego żoną jest Bogna Sobiech, piłkarka ręczna. Pobrali się w czerwcu 2017. Mają córkę Alicję (ur. 2021).